# لینور آبرگیل
لینور آبرگیل، (به عبری: לינור אברג'יל)، متولد نتانیا (اسرائیل) در ۱۷ فوریه ۱۹۸۰، بازیگر، مدل و وکیل اسرائیلی است.

## زندگی‌نامه
لینور آبرگیل در نتانیا، یک شهر ساحلی و فرانسوی زبان اسرائیل به دنیا آمد. لینور فرزند ارشد آلیزا و جکی آبرگیل با تبار یهودی مراکشی است.
او در نوامبر ۱۹۹۸ در سیشل به عنوان دوشیزه اسرائیل و سپس به عنوان دوشیزه جهان انتخاب شد، اندکی پس از تجاوز در میلان توسط آژانس مسافرتی خود، آوری شلومو نور. متجاوز او پس از چند ماجرا، سرانجام به ۱۶ سال زندان محکوم می‌شود.
از آن زمان، لینور آبرگیل مشغول تحصیل و وکیل شدن در وکالت اسرائیل، متخصص در پرونده‌های جنایی و یک مدافع جهانی در مبارزه با خشونت جنسی، و تشویق زنان دیگر به پیروی از او و گزارش تجاوز جنسی خود به پلیس، از طریق کنفرانس‌ها یا در وب سایت رسمی خود
در طول جشنواره فیلم کن در سال ۲۰۱۵، مستندی ارائه می‌شود که داستان آن را دنبال می‌کند: شجاع خانم جهان (۲۰۱۳) به تهیه‌کنندگی سیسیلیا پک، دختر گریگوری پک. این فیلم در سال ۲۰۱۴ نامزد جایزه امی شد.
او برای دومین بار در سال ۲۰۱۰ با مدیر اورن هالتون ازدواج کرد و یک یهودی ارتدوکس شد. این زوج سه فرزند دارند.

## شجاع خانم جهان
در سال ۲۰۰۸، ابرگیل شروع به فیلمبرداری یک فیلم مستند بر اساس تجاوز جنسی و فعالیت‌های متعاقب او به نام شجاع خانم جهان کرد. این فیلم به کارگردانی سیسیلیا پک، آبرگیل را دنبال می‌کند که او در سفر به سراسر جهان در گروه‌هایی سخنرانی می‌کند و با زنان ملاقات می‌کند و آنها را تشویق می‌کند تا در مورد تجربیات خود در مورد خشونت جنسی صحبت کنند. این فیلم همچنین تلاش‌های او برای مقابله با پیامدهای خشونتی که تجربه کرد، روابطش با اعضای خانواده، پذیرش نهایی یهودیت ارتدوکس (پس از آن دیگر به عنوان مدل کار نکرد)، کمپین برای زندانی نگه داشتن نور، تصمیم او را مستند می‌کند. برای تحصیل در رشته حقوق و کار برای دادستانی منطقه، و انتشار آهنگی که او در مورد بخشش مادر و دختر پس از تجاوز به دختر نوشت. در میان زنان شرکت کننده در این فیلم، دانش‌آموزان، مادران، زنان مسن و چندین چهره مشهور مانند جوآن کالینز و فران درشر هستند که داستان‌های تجاوز جنسی خود را بازگو کردند. در پایان فیلم، ابرگیل قدم‌های خود را در ایتالیا، از قبل و بعد از تجاوز، بازمی‌گرداند، با کسانی که به او کمک کرده‌اند، مانند پزشک معاینه‌کننده، ملاقات می‌کند و با عوامل مدلینگ که او را مسئول فرستادن آگاهانه او و دیگر جوانان می‌داند، روبرو می‌شود. زنان در معرض خطر شکارچیان جنسی شناخته شده هستند. این فیلم همچنین زندگی شخصی ابرگیل، ازدواج او، تولد دو فرزند اول و سفر معنوی او را دنبال می‌کند.
فیلم شجاع خانم جهان در سال ۲۰۱۳ در تلویزیون اسرائیل به نمایش درآمد و با نقدهای مثبت و استقبال عمومی روبرو شد و در چندین جشنواره فیلم در ایالات متحده و اروپا در طول سال‌های ۲۰۱۳ و ۲۰۱۴ به نمایش درآمد.